# メアリー1世の肖像
『メアリー1世の肖像』（メアリー1せいのしょうぞう、西: Retrato de María Tudor、英: Portrait of Mary Tudor）、または『イングランド女王メアリー・テューダー』（イングランドじょおうメアリー・テューダー、西: María Tudor, reina de Inglaterra、英: Mary Tudor, Queen of England）は、初期フランドル派の画家アントニス・モルが1554年に板上に油彩で制作した絵画である。ハンス・ホルバインの作風の影響を受けているモルは、優れた観察眼で女王の容貌を克明に捉えている。本作はモルによる最も重要な肖像画の1つで、画家の作品の最大のコレクションを有するマドリードのプラド美術館に所蔵されている。

## 人物
描かれているのはイングランド女王メアリー1世である。彼女はヘンリー8世とカタリナ・デ・アラゴンの間に生まれ、非常に高度な教育を受けて育った。父親ヘンリーの代は特に複雑な治世であり、彼女は異母弟エドワード6世が跡継ぎなくした早世するまで、王座から遠ざけられていた。メアリーが即位してからの治世はプロテスタントからカトリックへの回帰を方針とし、苛烈な反プロテスタント政策が採られた。そのため彼女には「ブラッディー・メアリー」という通称がつけられた。
メアリーは従兄弟にあたる神聖ローマ皇帝カール5世の許嫁であったが、後に彼は妹のハンガリー王妃マリアの勧めで、37歳まで独身を通したメアリーを11歳年下の息子フェリペ (後のスペイン王フェリペ2世）と結婚させることを考え、1554年にメアリーはフェリペの2番目の王妃となった。この年に皇帝カールの命でロンドンに派遣されたのがアントニス・モルであった。なお、フェリペとメアリーの結婚は彼女が亡くなるまでの4年間しか続かなかった。

## 作品
ラファエロの『教皇ユリウス2世の肖像』（ロンドン・ナショナル・ギャラリー）に従い、膝下から上を描いた4分の3正面向きで、メアリーは椅子に背を預けることなく背筋を伸ばして座っている。彼女はイタリア製のベルベットのスーツとコートを身に着けている。コートは本来、紫色だったが、時間の経過とともに青色顔料の酸化で茶色のような色調に変色した。右手にはテューダー朝の紋章となっているバラを持っている。
色調が長い歳月の間に変化してしまっていたため、2019年に本作はプラド美術館で修復され、暗く変色したニスの様々な層が除去された。 素描技術の完璧さ、女王の容貌の表現により、本作は傑作となっている。非常に微妙な様式で、モルはあまり魅力的ではない女王を美しく、威厳ある姿に描くことに成功している。一方、他の肖像画では、彼女はいくらか病弱な蒼白さで、か細い老けた人物として表されている。
女王は輝く高価な宝石を纏っている。その中で目立つのは胸の上の大きなブローチで、それは四角いダイヤモンドと涙の形の真珠からできている。これらの宝石は彼女の新しい夫であるフェリペ2世から贈られたものと推測され、それぞれスペイン王家の名高い宝石であった「エスタンケ (Estanque)」（池）と「ぺルラ・ペレグリーナ (Perla Peregrina)」（並外れた真珠）とされたが、最新の調査では否定されている。「ぺルラ・ペレグリーナ」はメアリーの死のずっと後にフェリペ2世によって購入されたものである。さらに、イングランド君主に関する文献によると、この肖像画の輝くダイヤモンドと真珠はずっと以前からテューダー朝の所有であったことが証だてられている。
カール5世はユステ修道院に隠居した時、自ら委嘱したこの作品を携行したが、それは彼が作品を好んでいた証左である。1600年に、絵画はすでにマドリードに戻っていたと記録されている。 
この肖像画には、様々な複製と派生した絵画がある。最も忠実な複製はイギリスのノーザンプトンシャー侯爵夫人のアシュビー城 (Ashby Castle) と、ボストンのイザベラ・スチュワート・ガードナー美術館にある作品 (モルと工房に帰属されている) である。他の作品としては、ローマのコロンナ美術館にある立ち姿のメアリーの肖像があり、フェリペ2世の肖像と対になっている。
ロンドンのナショナル・ポートレート・ギャラリーには、ハンス・イワースが、確実にモルが本作を描くのと並行して制作したメアリーの肖像がある。彼女の服装はまったく同じであるが、ポーズはまったく異なっている。